# Emirat de Fika
L'emirat de Fika és un estat tradicional amb seu a Potiskum, a l'estat de Yobe, Nigèria.
Muhammadu Abali Ibn Muhammadu Idrissa va rebre el nomenament com a 43è Emir de Fika del governador Ibrahim Gaidam el 12 de maig de 2010.
L'Emir (o moi en la llengua local) és cap del poble dels bole.
L'antic emirat de Fika fou un estat multi-ètnic que segons la tradició oral vindria des del segle xv. Els bole, ja convertits l'Islam, es diu que es van moure a la ubicació actual des d'un poblament anomenat Daniski cap el 1805. Va quedar sota protectorat britànic el 27 de desembre de 1899 i el 1901 va passar a formar part del Protectorat de Nigèria del Nord. La seu de l'emirat va ser traslladada de la ciutat de Fika a la ciutat de Potiskum el 1924.
L'emir actual, Muhammadu Idrissa, va succeir a Alhaji Abali Ibn Muhammadu Idrissa, qui va morir a l'edat de 77 anys el 10 de març de 2009 deixant quatre mullers i més de 40 fills.
El 6 de gener de 2000 el governador de l'estat de Yobe, Bukar Abba Ibrahim, va augmentar el nombre d'emirats dins Nigèria de quatre a tretze. L'emir de Fika, Alhaji Muhammadu Ambali, va protestar i va portar la mesura al tribunal, però finalment va transigir.
Tot i tenir la capital a Potiskum, l'emirat de Fika és una entitat tradicional diferent de l'emirat de Potiskum, que és un dels que va crear Bukar Ibrahim com a "estat tradicional" pels ngizim.
El 2009 i 2010 hi havia un conflicte entre els consells de l'emirat de Fika i el de Potiskum que es van apropar a tornar-se violent, però va ser resolt pel més influent dels caps tradicionals del nord, el sultà de Sokoto, Sa'adu Abubakar.

## Governants
Governants de l'emirat de Fika :
| Inici               | Final               | Governant                                         |
| ------------------- | ------------------- | ------------------------------------------------- |
| v.1806              |                     | Buraima                                           |
| v.1822              |                     | Adam                                              |
|                     | v.1844              | Disa Siri                                         |
| v.1844              | 1867                | Mammadi Gaganga                                   |
| 1867                | 1871                | Isma`ila                                          |
| 1871                | 1882                | Mammadi Buye                                      |
| 1882                |                     | Aji                                               |
| 1882                | 1885                | Mama (Muhammad)                                   |
| 1885                | 1902                | Sule                                              |
| 1902                | 1922                | Disa (Idris) (+ 1922)                             |
| 1922                | 1976                | Muhammadu Gana dan Idris (v.1881 – + 1976)        |
| Agost del 1976      | 10 de març del 2009 | Muhammadu Abali Ibn Idrissa (n. 1932/37 – + 2009) |
| 16 de març del 2009 |                     | Muhammadu Abali Ibn Muhammadu Idrissa (n. 1956)   |